# Лып (приток Сивы)

Лып — река в России, протекает в Удмуртской Республике и Пермском крае. Устье реки находится в 72 км по правому берегу реки Сива. Длина реки составляет 43 км, площадь водосборного бассейна 246 км².
Средний уклон составляет 2,9 м/км. Ширина русла в среднем течении составляет 5 — 8 м, в низовьях 10 — 13 м. Глубина реки составляет 0,8 — 2 м. Скорость течения составляет 0,3 — 0,8 м/сек.

## Притоки
- Правые — Малый Лып.
- Левые — Селивановка, Осиновка.

## Данные водного реестра
По данным государственного водного реестра России относится к Камскому бассейновому округу, водохозяйственный участок реки — Кама от Воткинского гидроузла до Нижнекамского гидроузла, без рек Буй (от истока до Кармановского гидроузла), Иж, Ик и Белая, речной подбассейн реки — бассейны притоков Камы до впадения Белой. Речной бассейн реки — Кама.
По данным геоинформационной системы водохозяйственного районирования территории РФ, подготовленной Федеральным агентством водных ресурсов:
- Код водного объекта в государственном водном реестре — 10010101412111100015496
- Код по гидрологической изученности (ГИ) — 111101549
- Код бассейна — 10.01.01.014
- Номер тома по ГИ — 11
- Выпуск по ГИ — 1